# The Final Frontier World Tour
The Final Frontier World Tour fue una gira mundial de la banda de heavy metal Iron Maiden, que se inició el 9 de junio de 2010 en Dallas, Texas y terminó el 6 de agosto en Londres, Inglaterra. El tour se realizó para presentar el 15.º disco de la banda, The Final Frontier. La noticia de la gira fue anunciada el 5 de marzo de 2010 en la página web oficial de la banda.

## Bandas soportes
- Dream Theater en toda la gira de Norteamérica, excepto Winnipeg[2]
- Automan.ca en Winnipeg.[3]
- Heaven & Hell iban a actuar en Bergen (Noruega)[4] y Dublín (Irlanda),[5] pero finalmente no pudieron actuar porque la gira veraniega de Heaven & Hell fue suspendida por el cáncer de estómago de Ronnie James Dio, el cantante de la banda.[6] Más tarde, se sabría que Ronnie James Dio fallecería el 16 de mayo de 2010 a las 07:45h. en su casa.
- Dark Tranquillity como reemplazo de Heaven & Hell el 11 de agosto en Bergen (Noruega).[7]
- Sweet Savage como reemplazo de Heaven & Hell el 11 de agosto en Dublín (Irlanda).[8]
- Edguy en Valencia (España).[9]
- Labyrinth en Codroipo (Italia).[10]
- Rise to Remain en los shows de Moscú (Rusia); Singapur, Yakarta y Bali (Indonesia); Melbourne y Sídney (Australia); Seoul (Corea del Sur); Fráncfort del Meno, Oberhausen, Múnich, Hamburgo, Berlín y Stuttgart  (Alemania); París (Francia) y Tokio (Japón. Sin embargo este show fue cancelado ya que un día antes hubo un terremoto y la banda estaba en Japón.[11]
- Alice Cooper en los shows de Oslo (Noruega) y Helsinki (Finlandia).[11]
- Bullet for My Valentine en los shows de Tokio (Japón).[11]
- Maligno en los shows de Ciudad de México y Monterrey (México).[11]
- Kamelot y Barilari en Buenos Aires (Argentina).[11]
- Exodus y Kingdom of hate en Santiago (Chile).[11]
- Potestad en Bogotá (Colombia).[11]
- Contracorriente en Lima (Perú).[11]
- ShadowSide en Río de Janeiro (Brasil).[11]
- Kallice en Brasilia (Brasil).[11]
- Stress en Belem (Brasil).[11]
- Terra Prima en Recife (Brasil).[11]
- Motorocker en Curitiba (Brasil).[11]
- Cavalera Conspiracy en Sao Paulo (Brasil).[11]
- Black Tide en Sunrise y Tampa (Estados Unidos).[11]
- Sabaton y Graveyard en Gotemburgo (Suecia).[11]
- Airbourne en Glasgow y Aberdeen (Escocia); Newcastle, Sheffield, Nottingham, Manchester y Birmingham (Inglaterra)y Cardiff (Gales).[11]
- Dragonforce en Belfast (Irlanda del Norte) y Londres (Inglaterra).[11]
- Trivium en Londres (Inglaterra).[11]

## DVD de la gira
Los días 08 y 10 de abril  Iron Maiden se presentó en el Estadio Vélez Sarsfield (Argentina)  y en el Estadio Nacional de Chile por la gira The Final Frontier World Tour para grabar un nuevo DVD que la banda planea presentar a fines de este año.
Aquí un extracto de una entrevista de la Radio Futuro" (Chile )
El show de Chile y el de Argentina serán registrados para un DVD. ¿Tienen todo preparado? Cuéntanos detalles...
"Sí. Tenemos todo listo. Grabaremos ambos shows (Chile y Argentina). Usaremos tomas de ambos. Los chilenos y argentinos han sido una gran fuerza para nosotros, y ahora queremos mostrar más del cómo es el público por esos lados. Ya habíamos grabado ahí para la película de “Flight 666”, pero solo una canción por país, ahora mostraremos mucho más de los públicos de Chile y Argentina. Donde sea que vamos, siempre nos preguntaban cuál es el mejor público del mundo, y respondíamos que el de Sudamérica, en Argentina, Chile y Sao Paulo, en Brasil. Ahora podremos mostrarlo. Siempre he pensado que si pudiésemos llevarnos público con nosotros, sería de esos países. El resto de los fans en el mundo podrá ver cómo reaccionan los chilenos y argentinos, y tendrán algo por lo cual inspirarse". Steve Harris
Finalmente, el 17 de enero de 2012, la banda, a través de su página web, dio a conocer que el show presentado en Santiago de Chile fue elegido para ser lanzado en DVD el 26 de marzo de 2012. Se trata de un set de dos DVD y Blu-ray llamado En Vivo!.

## Lista de canciones
Hallowed Be Thy Name

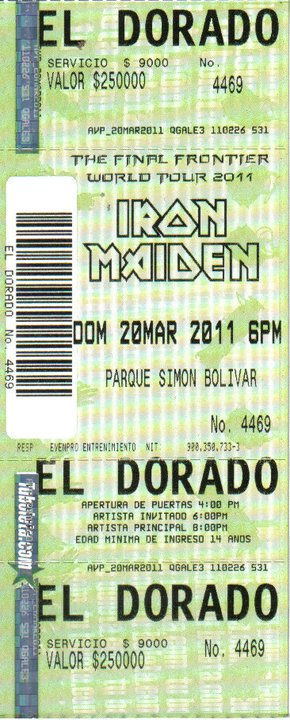
Entrada al concierto de Iron Maiden en Bogotá, correspondiente a su gira The Final Frontier World Tour en 2011.

| Lista de canciones Tour 2010 1. "The Wicker Man " 2. "Ghost Of The Navigator" 3. "Brighter Than A Thousand Suns" - "Wrathchild" 4. "El Dorado" 5. "Paschendale" - "Dance of Death" 6. "The Reincarnation Of Benjamin Breeg" 7. "These Colours Don't Run" 8. "Blood Brothers" 9. "Wildest Dreams" 10. "No More Lies" 11. "Brave New World" 12. "Fear of the Dark" 13. "Iron Maiden" 14. "The Number of the Beast" 15. "Hallowed By The Name" 16. "Running Free" | Lista de canciones Tour 2011 1. "Satellite 15....The Final Frontier" 2. "El Dorado" 3. "2 Minutes To Midnight" 4. "The Talisman" 5. "Coming Home" 6. "Dance Of Death" 7. "The Trooper" 8. "The Wicker man" 9. "Blood Brothers" 10. "When The Wind Wild Blows" 11. "The Evil That Men Do" 12. "Fear Of The Dark" 13. "Iron Maiden" 14. "The Number of the Beast" 15. "Hallowed Be Thy Name" 16. "Running Free" |

## Fechas del Tour
| Norteamérica I               |                             |                 |                                                        |        |
| 9 de junio de 2010           | Dallas, Texas               | Estados Unidos  | Superpages.com Center                                  | 15.000 |
| 11 de junio de 2010          | The Woodlands, Texas        | Estados Unidos  | Cynthia Woods Mitchell Pavilion                        | 12.000 |
| 12 de junio de 2010          | San Antonio, Texas          | Estados Unidos  | AT&T Center                                            | 16.000 |
| 14 de junio de 2010          | Greenwood Village, Colorado | Estados Unidos  | Comfort Dental Amphitheatre                            | 11.000 |
| 16 de junio de 2010          | Albuquerque, New Mexico     | Estados Unidos  | The Pavilion                                           | 10.000 |
| 17 de junio de 2010          | Phoenix, Arizona            | Estados Unidos  | Cricket Wireless Pavilion                              | 14.000 |
| 19 de junio de 2010          | San Bernardino, California  | Estados Unidos  | San Manuel Amphitheater                                | 11.000 |
| 20 de junio de 2010          | Concord, California         | Estados Unidos  | Sleep Train Pavilion                                   | 10.000 |
| 22 de junio de 2010          | Auburn, Washington          | Estados Unidos  | White River Amphitheatre                               | 18.000 |
| 24 de junio de 2010          | Vancouver, British Columbia | Canadá          | General Motors Place                                   | 19.000 |
| 26 de junio de 2010          | Edmonton, Alberta           | Canadá          | Rexall Place                                           | 17.000 |
| 27 de junio de 2010          | Calgary, Alberta            | Canadá          | Pengrowth Saddledome                                   | 15.000 |
| 29 de junio de 2010          | Saskatoon, Saskatchewan     | Canadá          | Credit Union Centre                                    | 14.000 |
| 30 de junio de 2010          | Winnipeg, Manitoba          | Canadá          | MTS Center                                             | 10.000 |
| 3 de julio de 2010           | Toronto, Ontario            | Canadá          | Molson Amphitheatre                                    | 13.000 |
| 6 de julio de 2010           | Ottawa, Ontario             | Canadá          | LeBreton Flats Park, Ottawa Bluesfest                  | 18.000 |
| 7 de julio de 2010           | Montreal, Quebec            | Canadá          | Bell Centre                                            | 17.000 |
| 9 de julio de 2010           | Ciudad de Quebec, Quebec    | Canadá          | Plains of Abraham, Quebec City Summer Festival         | 20.000 |
| 11 de julio de 2010          | Holmdel, Nueva Jersey       | Estados Unidos  | PNC Bank Arts Center                                   | 13.000 |
| 12 de julio de 2010          | New York, New York          | Estados Unidos  | Madison Square Garden                                  | 20.000 |
| 14 de julio de 2010          | Burgettstown, Pennsylvania  | Estados Unidos  | First Niagara Pavilion                                 | 16.000 |
| 15 de julio de 2010          | Cuyahoga Falls, Ohio        | Estados Unidos  | Blossom Music Center                                   | -      |
| 17 de julio de 2010          | Clarkston, Míchigan         | Estados Unidos  | DTE Energy Music Theatre                               | -      |
| 18 de julio de 2010          | Tinley Park, Illinois       | Estados Unidos  | First Midwest Bank Amphitheatre                        | 15.000 |
| 20 de julio de 2010          | Bristow, Virginia           | Estados Unidos  | Jiffy Lube Live                                        | 18.000 |
| Europa I                     |                             |                 |                                                        |        |
| 30 de julio de 2010          | Dublín                      | Irlanda         | The O2 (Dublin)                                        | 10.00  |
| 1 de agosto de 2010          | Knebworth                   | Inglaterra      | Knebworth House, Sonisphere Festival                   | 55.000 |
| 5 de agosto de 2010          | Wacken                      | Alemania        | Wacken Open Air Festival                               | 66.000 |
| 7 de agosto de 2010          | Estocolmo                   | Suecia          | Stora Skuggan, Sonisphere Festival                     | 67.000 |
| 8 de agosto de 2010          | Pori                        | Finlandia       | Kirjurinluoto, Sonisphere Festival                     | 65.000 |
| 11 de agosto de 2010         | Bergen                      | Noruega         | Koengen                                                | 35.000 |
| 14 de agosto de 2010         | Budapest                    | Hungría         | Sziget Festival                                        |        |
| 15 de agosto de 2010         | Cluj-Napoca                 | Rumanía         | Polus Center                                           | 35.000 |
| 17 de agosto de 2010         | Codroipo                    | Italia          | Villa Manin                                            | 20.000 |
| 19 de agosto de 2010         | Hasselt                     | Bélgica         | Pukkelpop                                              | 56.000 |
| 21 de agosto de 2010         | Valencia                    | España          | Auditorio Marina Sur                                   | 25.000 |
| 11 de febrero de 2011        | Moscú                       | Rusia           | Estadio Olimpiski                                      | 50.000 |
| Asia y Oceanía               |                             |                 |                                                        |        |
| 15 de febrero de 2011        | Singapur                    | Singapur        | Singapore Indoor Stadium                               | 30.000 |
| 17 de febrero de 2011        | Yakarta                     | Indonesia       | Estadio Bung Karno                                     | 45.000 |
| 20 de febrero de 2011        | Bali                        | Indonesia       | Garuda Wisnu Kencana                                   | 5.000  |
| 23 de febrero de 2011        | Melbourne                   | Australia       | Hisense Arena                                          | 20.000 |
| 24 de febrero de 2011        | Sídney                      | Australia       | Sídney Entertainment Centre                            | 18.000 |
| 26 de febrero de 2011        | Brisbane                    | Australia       | Soundwave Festival                                     | 55.000 |
| 27 de febrero de 2011        | Sídney                      | Australia       | Soundwave Festival                                     | 55.000 |
| 4 de marzo de 2011           | Melbourne                   | Australia       | Soundwave Festival                                     | 55.000 |
| 5 de marzo de 2011           | Adelaida                    | Australia       | Soundwave Festival                                     | 55.000 |
| 7 de marzo de 2011           | Perth                       | Australia       | Soundwave Festival                                     |        |
| 10 de marzo de 2011          | Seoul                       | Corea del Sur   | Jamsil Arena                                           | 21.000 |
| 12 de marzo de 2011          | Tokio                       | Japón           | Saitama Super Arena (cancelado)                        |        |
| 13 de marzo de 2011          | Tokio                       | Japón           | Saitama Super Arena (cancelado)                        |        |
| Norteamérica II y Sudamérica |                             |                 |                                                        |        |
| 17 de marzo de 2011          | Monterrey                   | México          | Teatro Banamex                                         | 10.000 |
| 18 de marzo de 2011          | México, D. F.               | México          | Foro Sol                                               | 50.000 |
| 20 de marzo de 2011          | Bogotá                      | Colombia        | Parque Metropolitano Simón Bolívar                     | 40.000 |
| 23 de marzo de 2011          | Lima                        | Perú            | Estadio Universidad San Marcos                         | 45.000 |
| 26 de marzo de 2011          | São Paulo                   | Brasil          | Estadio Morumbi                                        | 50.000 |
| 27 de marzo de 2011          | Río de Janeiro              | Brasil          | Estadio HSBC                                           | 15.000 |
| 30 de marzo de 2011          | Brasilia                    | Brasil          | Estacionamiento del Gimnasio Nilson Nelson             | 28.000 |
| 1 de abril de 2011           | Belém                       | Brasil          | Parque de Exposições de Belém                          | 20.000 |
| 3 de abril de 2011           | Recife                      | Brasil          | Parque de Exposições de Recife                         | 20.000 |
| 5 de abril de 2011           | Curitiba                    | Brasil          | Expotrade Arena                                        | 18.000 |
| 8 de abril de 2011           | Buenos Aires                | Argentina       | Estadio Vélez Sarsfield                                | 45.000 |
| 10 de abril de 2011          | Santiago de Chile           | Chile           | Estadio Nacional de Chile                              | 60.000 |
| 14 de abril de 2011          | San Juan                    | Puerto Rico     | Coliseo de Puerto Rico José Miguel Agrelot             | 11.000 |
| 16 de abril de 2011          | Sunrise, Florida            | Estados Unidos  | BankAtlantic Center                                    | 15.000 |
| 17 de abril de 2011          | Tampa, Florida              | Estados Unidos  | St. Pete Times Forum                                   | 14.000 |
| Europa II                    |                             |                 |                                                        |        |
| 28 de mayo de 2011           | Fráncfort del Meno          | Alemania        | Festhalle                                              |        |
| 29 de mayo de 2011           | Oberhausen                  | Alemania        | Kopi Arena                                             |        |
| 31 de mayo de 2011           | Múnich                      | Alemania        | Olympiahalle                                           |        |
| 2 de junio de 2011           | Hamburgo                    | Alemania        | O2 World                                               |        |
| 3 de junio de 2011           | Berlín                      | Alemania        | O2 World                                               |        |
| 7 de junio de 2011           | Stuttgart                   | Alemania        | Schleyerhalle                                          |        |
| 8 de junio de 2011           | Arnhem                      | Holanda         | Gelredome                                              |        |
| 10 de junio de 2011          | Varsovia                    | Polonia         | Aeropuerto Benowo (Sonisphere Festival)                |        |
| 11 de junio de 2011          | Milovice                    | República Checa | Milovice Airport (Sonisphere Festival)                 |        |
| 12 de junio de 2011          | Nickelsdorf                 | Austria         | Nova Rock Festival                                     |        |
| 13 de junio de 2011          | Nickelsdorf                 | Austria         | Nova Rock Festival                                     |        |
| 17 de junio de 2011          | Atenas                      | Grecia          | TerraVibe Park (Sonisphere Festival)                   |        |
| 19 de junio de 2011          | Estambul                    | Turquía         | Kucukciftlik Park (Sonisphere Festival)                |        |
| 21 de junio de 2011          | Sofia                       | Bulgaria        | Sofia National Hippodrome Bankya (Sonisphere Festival) |        |
| 24 de junio de 2011          | Basilea                     | Suiza           | St. Jakob-Gelände (Sonisphere Festival)                |        |
| 25 de junio de 2011          | Imola                       | Italia          | Autodromo Enzo e Dino Ferrari (Sonisphere Festival)    |        |
| 27 de junio de 2011          | París                       | Francia         | Bercy                                                  |        |
| 28 de junio de 2011          | París                       | Francia         | Bercy                                                  |        |
| 30 de junio de 2011          | Roskilde                    | Dinamarca       | Festival de Roskilde                                   |        |
| 1 de julio de 2011           | Gotemburgo                  | Suecia          | Estadio Ullevi                                         |        |
| 3 de julio de 2011           | Werchter                    | Bélgica         | Festival Rock Werchter                                 |        |
| 6 de julio de 2011           | Oslo                        | Noruega         | Telenor Arena                                          |        |
| 8 de julio de 2011           | Helsinki                    | Finlandia       | Estadio Olímpico de Helsinki                           |        |
| 10 de julio de 2011          | San Petersburgo             | Rusia           | Peterburgskiy SKK                                      |        |
| 14 de julio de 2011          | Faro                        | Portugal        | Concentração Motard de Faro                            |        |
| 16 de julio de 2011          | Madrid                      | España          | Getafe Open Air (Sonisphere Festival)                  |        |
| 20 de julio de 2011          | Glasgow                     | Inglaterra      | Scottish Exhibition and Conference Centre              |        |
| 21 de julio de 2011          | Aberdeen                    | Inglaterra      | Aberdeen Exhibition and Conference Centre              |        |
| 23 de julio de 2011          | Newcastle                   | Inglaterra      | Metro Radio Arena                                      |        |
| 24 de julio de 2011          | Sheffield                   | Inglaterra      | Motorpoint Arena                                       |        |
| 27 de julio de 2011          | Nottingham                  | Inglaterra      | National Ice Centre                                    |        |
| 28 de julio de 2011          | Mánchester                  | Inglaterra      | Manchester Evening News Arena                          |        |
| 31 de julio de 2011          | Birmingham                  | Inglaterra      | National Indoor Arena                                  |        |
| 1 de agosto de 2011          | Cardiff                     | Inglaterra      | Cardiff International Arena                            |        |
| 3 de agosto de 2011          | Belfast                     | Irlanda         | Odyssey Arena                                          |        |
| 5 de agosto de 2011          | Londres                     | Reino Unido     | The O2 (Londres)                                       |        |
| 6 de agosto de 2011          | Londres                     | Reino Unido     | The O2 (Londres)                                       |        |